# Усть-Куйга
Усть-Куйга́ (якут. Уус-Куйга) — посёлок городского типа в Усть-Я́нском улусе, Республика Саха́ (Яку́тия)
Расположен в 156 км от моря Ла́птевых, 347 км реки Яна. Перевалочная база грузов для Усть-Янского и Верхоянского районов, есть аэропорт, геолого-разведочная экспедиция (месторождение Кючус). Бывший порт для Депута́тского.

## История
Был образован в 1951 году осуждёнными и вольнонаёмными поселенцами. Как населённый пункт посёлок зарегистрирован в 1967 году. Граница посёлка начинается с устья реки Куйга и идет вниз по правому берегу реки Яна.
С открытием Севера и с развитием оловодобывающей, золотодобывающей, горнодобывающей промышленностей появилась необходимость в создании посёлка, который бы стал перевалочной базой между тремя улусами: Усть-Янским, Верхоянским и Эвено-Бытанта́йским.
Таким посёлком в 1951 году стал посёлок Усть-Куйга. Развитие посёлка типично развитию многих посёлков и других населённых пунктов на территории Якутии. Все существующие предприятия посёлка работают на обеспечении основных, базовых для Якутии отраслей народного хозяйства. Это в первую очередь переработка грузов, поступающих с реки Лена и доставляемых в Усть-Куйгу речным транспортом (продукты питания, топливо, ГСМ и другие важные грузы), в период летней навигации, а в период зимника доставка автомобильным транспортом в другие населённые пункты района.
В апреле 2023 года концерн «Росэнергоатом» получил лицензию Ростехнадзора на размещение первой наземной атомной электростанции малой мощности (АСММ) в якутском поселке Усть-Куйга. Ввод наземной АСММ планируется в 2028 году.

## Экономика
Есть детский сад, средняя общеобразовательная школа, музыкальная школа, дом культуры, общественная библиотека. 30 апреля 2011 года проведена сотовая связь компании МегаФон, в 2013 году Билайн и МТС.
Посёлок имеет хорошую перспективу для развития, так как рядом находятся богатые месторождения золота и других полезных ископаемых, места возможного развития рыбопромысловых и рыбоперерабатывающих предприятий.

## Действующие предприятия
В поселке Усть-Куйга функционируют:
- ООО «Янское речное пароходство»;
- дизельная электростанция;
- представительство «Аэропорт Усть-Куйга»;
- филиал Усть-Куйгинская нефтебаза ОАО «Саханефтегазбыт»;
- отделение Усть-Янского Сбербанка;
- филиал ФГУП «Почта России»;
- филиал ОАО «Сахателеком»;
- автотранспортные предприятия: ГУП АД «Куйгинское», ООО «Куйга Автодор», ООО «Усть-Куйгинское»;
- филиал ОАО «Якутопторг»;
- средняя школа на 360 мест;
- детский сад на 120 мест;
- участковая больница на 10 коек;
- учреждения культуры: дом культуры, библиотека, музыкальная школа;
- отделение МУ «Дирекция единого заказчика» (ДЕЗ).

Жилищный фонд поселка состоит из 52 благоустроенных деревянных домов со 100 % обеспечением жилищно-коммунальных услуг.

## Население
| 1970 | 1979  | 1989  | 2002  | 2009  | 2010 | 2011 |
| ---- | ----- | ----- | ----- | ----- | ---- | ---- |
| 1825 | ↗2700 | ↗5342 | ↘1568 | ↘1366 | ↘979 | ↘973 |
| 2012 | 2013  | 2014  | 2015  | 2016  | 2017 | 2018 |
| ↘897 | ↘843  | ↘796  | ↘768  | ↘737  | ↘720 | ↘681 |
| 2019 | 2020  | 2021  | 2023  |       |      |      |
| ↘644 | ↘634  | ↗668  | ↗680  |       |      |      |

## Природа и климат
Посёлок Усть-Куйга расположен в зоне вечной мерзлоты. Климат субарктический.

## Галерея

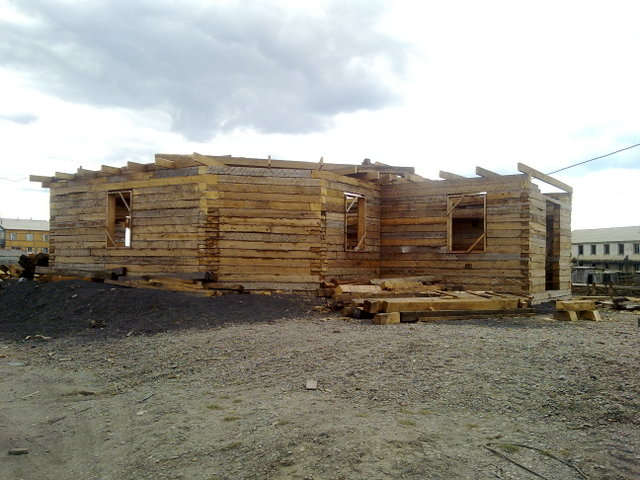
Строительство церкви в поселке Усть-Куйга
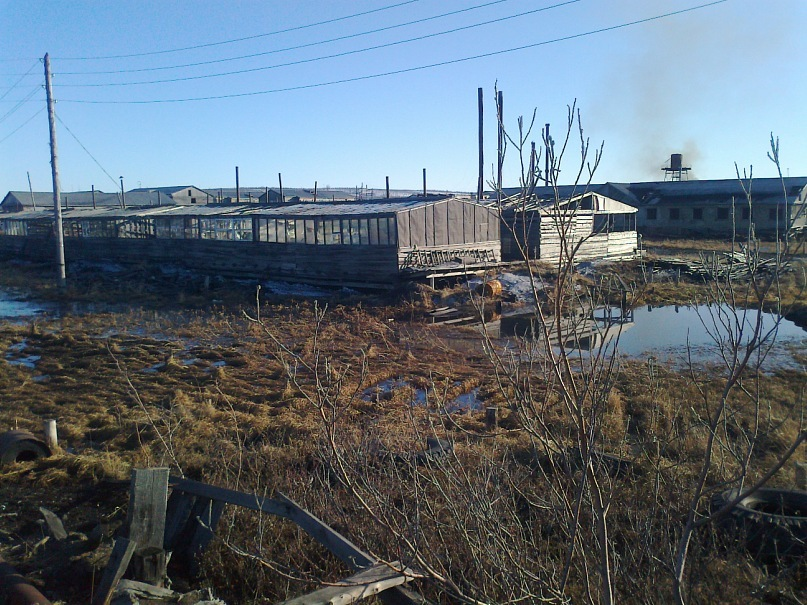
Заброшенная улица Озерная